# Quantum of Solace (datorspel)
Quantum of solace är ett skjutspel baserat på filmerna Casino Royale och Quantum of Solace. Spelet utvecklades av Treyarch, Eurocom, Beenox, och Vicarious Vision och utgavs av Activision och Sony Computer Entertainment. Spelet släpptes den 31 oktober 2008 i Europa och 4 november 2008 i Nordamerika. Spelet använder sig av Call of Duty 4: Modern Warfares spelmotor IW engine. Daniel Craig, Judi Dench, Eva Green, Mads Mikkelsen, Olga Kurylenko och Mathieu Amalric erbjuder sina röster i spelet.

## Gameplay
Spelet är en blandning av First-person shooter och Third-person shooter. Spelet har fyra svårighetsgrader: New Recruit (lätt), Field Operative (medel), Agent (svår) och 007 (väldigt svårt). Spelaren styr agent James Bond som rör sig ur förstapersonsvy, men när han gömmer sig bakom väggar och föremål växlar kameran till tredjepersonsvy. Bond kan hoppa, ducka, smyga och, om han är tillräckligt nära en fiende, kan använda Takedown, en kraftfull närstidsattack som tillåter spelaren att nedrusta fienden och slå ner denne utan att göra ett oljud. Bonds livsmätare är en liten silhuett av Daniel Craig i det nedre vänstra hörnet av skärmen. När Bond blir skadad töms mätaren från topp till tå. Bond har ingen skottsäker väst som i tidigare spel, men hans hälsomätare fylls på automatiskt och med en viss tid beroende på hur mycket skada han får på sig.
Spelets vapen består av automatkarbiner, pistoler, kulsprutor, hagelgevär, raketgevär, granatkastare och prickskyttegevär. De flesta av spelets vapen är namngivna efter olika James Bond-filmer och är baserade på riktiga vapen. Ett exempel är vapnet FRWL, en automatkarbin som efterliknar en AKS-74U och är döpt efter filmen From Russia With Love. Ett annat exempel är vapnet A3 Raker, en automatkarbin som efterliknar Steyr AUG och är döpt efter filmen Moonraker.

## Handling
Spelets handling är en blandning av filmerna Casino Royale och Quantum of Solace. Agent 007 James Bond skickas till mr. Whites herrgård bredvid Comosjön i Italien för att kidnappa honom. Han besegrar mr. Whites personliga livvakter och lyckas framgångsrikt fly med White till Siena, Italien, där Bond, MI6 agenten Mitchell och M förhör White för att kunna få underrättelser om terrororganisationen Quantum. White lyckas fly med hjälp av Mitchell, som visar sig vara en förrädare från M16. Bond jagar i kapp Mitchell via stadens hustak och lyckas ta död på honom.
Bond skickas sedan till ett operahus vid Bodensjön i Österrike, där Quantums ledamöter träffas för att diskutera om det så kallade ”Tierra projektet”. Den viktigaste ledamoten var Dominic Greene som är VD för miljöteknikföretaget Greene Planet. Bond infiltrerar sig till deras mötesplats, fotograferar Quantum-medlemmarna och flyr från området. Skådeplatsen hoppar fram till en grotta i Bolivia, där James Bond och agent Camille Montes kraschlandar i Greenes planlagda markförvärv i Bolivia. Bond måste gå igenom en våldsam eldstrid mot Greenes män för att kunna nå Camille i grottan. Han får så småningom reda på att Camille jagar efter General Medrano, en man som hade mördat hennes familj. Bond förklarar för Camille att Quantum var ansvarig för döden av Vesper Lynd, som var Bonds ögonsten.
Nu utspelar sig handlingen i en tillbakablick från Casino Royale, där Bond (som nyligen befordrats till 00-agent) skickas till Madagaskars huvudstad Antananarivo där han jagar efter en bombare vid namn Mollaka. Han jagar honom förbi en byggarbetsplats och ambassad och dödar honom (som inte visas i spelet). Bond reser sedan till Miamis flygplats för att stoppa en terrorist vid namn Carlos från att förstöra ett Skyfleet passagerarflygplan. Bond stoppar Carlos och det avslöjas att Mollaka och Carlos anställdes av en man vid namn Le Chiffre, en bankir åt några av världens största terroristorganisationer. Le Chiffre hade sålt flera lager av Skyfleet-flygplan och med hjälp av hans kunders pengar skulle han satsa mot marknaden för att få en vinst efter passagerarplanets förstörelse. Le Chiffre sätter igång ett pokerspel med höga insatser på Casino Royale i Petrovac, Montenegro för att vinna tillbaka sina kundpengar. 
I ett tåg mot Montenegro gör Bond ett möte med Vesper Lynd, en revisor från brittiska finansministeriet, som är på väg till Montenegro. Efter deras möte strider Bond mot en grupp av agenter från en drogorganisation spridda över hela tåget. Bond besegrar agenterna och dödar deras chef, som var en medlem till Le Chiffres pokerspel och han ersätter honom i spelet. Efter tågstriden anländer Bond till Casino Royale, där Steven Obanno, en ledare för en afrikansk gerillarörelse, plundrade kasinohotellet och håller Le Chiffre som gisslan. Bond dödar Obanno och hans män, befriar Le Chiffre och kan sätta igång pokerspelet. Under pokerspelet blir Bond sjuk när han drack från en förgiftad drink och försöker ragla fram till sin bil, där han blir räddad av Vesper. Han återgår till pokerspelet och besegrar Le Chiffre, där han vinner 100 miljoner dollar från honom. Efter pokerspelet blir Vesper kidnappad. Bond jagar ifatt kidnapparna, men han råkar krascha sin bil och blir infångad av Le Chiffres män. Men Bond lyckas fly och strider mot Le Chiffres män i ett gammalt lastfartyg, där Vesper hålls tillfångatagen. Under båtstriden slås Bond medvetslös av Le Chiffre och blir fångad på nytt. I en filmsekvens ser man att Bond blir torterad av Le Chiffre, som senare blir skjuten av Mr White som anlände till fartyget och således räddade Bond och Vesper. 
Senare inleder Bond och Vesper en romantisk relation utomlands och Bond avgår från MI6. I Venedig får Bond ett samtal från M, som upplyser honom om att de pengar som vanns från pokerspelet aldrig kom till den brittiska statskassan. Han upptäcker att Vesper har tagit pengarna och följer efter henne till ett Quantum-gömställe i staden. Bond strider mot Quantum-medlemmarna i gömstället, men hela byggnaden blir sedan detonerad av sprängladdningar och kollapsar i Venedigs vatten. Vesper får skuldkänslor över hennes svek mot Bond och låter sig själv drunknas.
Spelet kommer tillbaka till handlingen i Quantum of Solace, där Camille och Bond anländer till ett hotell vid namn Echo Hotel mitt i den bolivianska öknen, där Greene och General Medrano har ett möte. Greene planerar att finansiera Medranos krig mot den bolivianska regeringen i utbyte mot hans eftertraktade markförvärv. Bond strider mot Quantum-medlemmarna och Camille lyckas ta död på Medrano. Bond lyckas döda Greene genom att skjuta på hotellets bränslebehållare, som får hotellet att börja brinna. Bond och Camille flyr från hotellet precis när hela byggnaden sprängs i luften. En MI6 helikopter anländer till dem och Bond och Camille flyr från området.
I den sista scenen i spelet ser man White och en man vid namn Guy Haines (en annan medlem i Quantum) som granskar alla händelser under spelet, medan Bond spionerar på dem. M säger till Bond att gå in och spelet slutar.

## Mottagande
| Mottagande      | Mottagande                                                             |
| Samlingsbetyg   | Samlingsbetyg                                                          |
| Tjänst          | Betyg                                                                  |
| --------------- | ---------------------------------------------------------------------- |
| Gamerankings    | 64.8% (DS) 67.36% (PC) 77.0% (PS2) 67.0% (PS3) 69.0% (360) 55.6% (Wii) |
| Recensionsbetyg |                                                                        |
| Publikation     | Betyg                                                                  |